# Chicago Hope
Chicago Hope (em Portugal intitulada Médicos Sem Fronteiras) é  um popular drama médico durante o período em que foi exibido pela CBS, de 18 de Setembro de 1994 à 4 de Maio de 2000. A série foi criada por David E. Kelley  e se passava no fictício hospital particular que dava nome à série, o Chicago Hope.
A série era protagonizada por Mandy Patinkin, que interpretava o Dr. Jeffrey Geiger, um famoso e talentoso cirurgião cheio de problemas pessoais envolvendo a condição psiquiatrica de sua esposa, interpretada por Kim Greist.
Adam Arkin interpretava Aaron Shutt, colega de trabalho e melhor amigo de Jeffrey. Peter MacNicol e Hector Elizondo também faziam parte da série. Na segunda temporada, entraria para série a atriz Christine Lahti, uma talentosa cirurgiã cardíaca, que competiria com Patikin pela posição de cirurgião-chefe do hospital.
O episódio piloto de Chicago Hope foi exibido um dia antes da estreia de E.R., entretanto, a partir da semana seguinte, os dois programas começaram a competir diretamente pela audiência das noites de quinta-feira - notoriamente, o dia mais competitivo da televisão americana. Apesar de Chicago Hope ter sido muito bem recebido pela crítica, E.R. mostrou-se, logo em sua primeira temporada, um campeão de audiência. Em 1995, Chicago Hope mudaria de horário para as noites de segunda-feira.
Chicago Hope permaneceria nesse horário, com performances sólidas. Entretanto, na segunda temporada, quando Kelley e Patinkin (criador e protagonista, respectivamente) decidiram se desligar do programa, ele começou um lento caminho em direção ao cancelamento. Em 1999, os dois retornariam, numa tentativa de "ressuscitar" a série. O elenco ganhava as atrizes Barbara Hershey e Lauren Holly - mas perdia Christine Lahti.
O horário do programa também mudou, de volta às noites de quinta-feira. Mas, competir com a audiência de programas consagrados como Frasier e Who Wants to Be a Millionaire? se provou algo muito difícil, resultando no cancelamento do programa em Maio de 2000.

## Elenco, por ordem alfabética
| Ator               | Personagem                 | Duração                |
| Adam Arkin         | Dr. Aaron Shutt            | (1994-2000)            |
| Barbara Hershey    | Dra. Francesca Alberghetti | (1999-2000)            |
| Carla Gugino       | Dra. Gina Simon            | (1999-2000)            |
| Christine Lahti    | Dra. Kathryn Austin        | (1995-1999)            |
| E.G. Marshall      | Dr. Arthur Thurmond        | (1994-1995)            |
| Eric Stoltz        | Dr. Robert Yeats           | (1998-1999)            |
| Hector Elizondo    | Dr. Phillip Watters        | (1994-2000)            |
| James Garner       | Hugh Miller                | (2000)                 |
| Jamey Sheridan     | Dr. John Sutton            | (1995-1996)            |
| Jayne Brook        | Dra. Diane Grad            | (1995-1999)            |
| Lauren Holly       | Dr. Jeremy Hanlon          | (1999-2000)            |
| Mandy Patinkin     | Dr. Jeffrey Geiger         | (1994-1995, 1999-2000) |
| Mark Harmon        | Dr. Jack McNeil            | (1996-2000)            |
| Peter Berg         | Dr. Billy Kronk            | (1995-1999)            |
| Peter MacNicol     | Alan Birch                 | (1994-1995)            |
| Rocky Carroll      | Dr. Keith Wilkes           | (1996-2000)            |
| Roma Maffia        | Angela Giandamenicio       | (1994-1995)            |
| Roxanne Hart       | Enfermeira Camille Shutt   | (1994-1996)            |
| Stacy Edwards      | Dra. Lisa Catera           | (1997-1999)            |
| Thomas Gibson      | Dr. Daniel Nyland          | (1994-1997)            |
| Vondie Curtis-Hall | Dr. Dennis Hancock         | (1995-1999)            |

## Prêmios recebidos
No decorrer de suas seis temporadas, Chicago Hope foi indicada para cerca de 90 prêmios, tenho ganho alguns deles, incluindo sete Emmys e um Golden Globe.

### Emmy
| Ano  | Prêmio                                           | Ganhador                                                                                 |
| 1995 | Melhor Ator em Série Dramática                   | Mandy Patinkin                                                                           |
| 1995 | Melhor Cinematografia em um Episódio de Série    | Tim Suhrstedt, pelo episódio Over The Rainbow                                            |
| 1996 | Melhor Seleção de Elenco em uma Série            | Debi Manwiller                                                                           |
| 1996 | Melhor Direção em um Episódio de Série Dramática | Jeremy Kagan, pelo episódio Leave Of Absence                                             |
| 1997 | Melhor Ator Coadjuvante em Série Dramática       | Hector Elizondo                                                                          |
| 1998 | Melhor Atriz em Série Dramática                  | Christine Lahti                                                                          |
| 1998 | Melhor Mixagem de Som em uma Série Dramática     | - Russell C. Fager - R. Russell Smith - William Freesh pelo episódio Brain Salad Surgery |